# Jeronimo de Albuquerque
Jeronimo de Albuquerque (Lisboa, ca. 1510 — Olinda, 25 de dezembro de 1584) foi um administrador colonial e senhor de engenho português. Conhecido como "o Adão Pernambucano" por ser ancestral de várias famílias, políticos, artistas e figuras na história do Brasil.
Originário de uma família muito nobre de Portugal, seus descendentes foram uma das origens da nobreza da terra no Brasil, principalmente no Nordeste. Durante o período colonial, suas linhagens se dividiam entre senhores de engenho, cardeais, administradores coloniais e militares. Durante o período imperial, essas linhagens foram ocupadas por aristocratas, latifundiários, médicos e políticos. Atualmente, no período republicano, seus descendentes ainda ocupam vários cargos políticos, literários, artísticos, entre outros.

## Vida

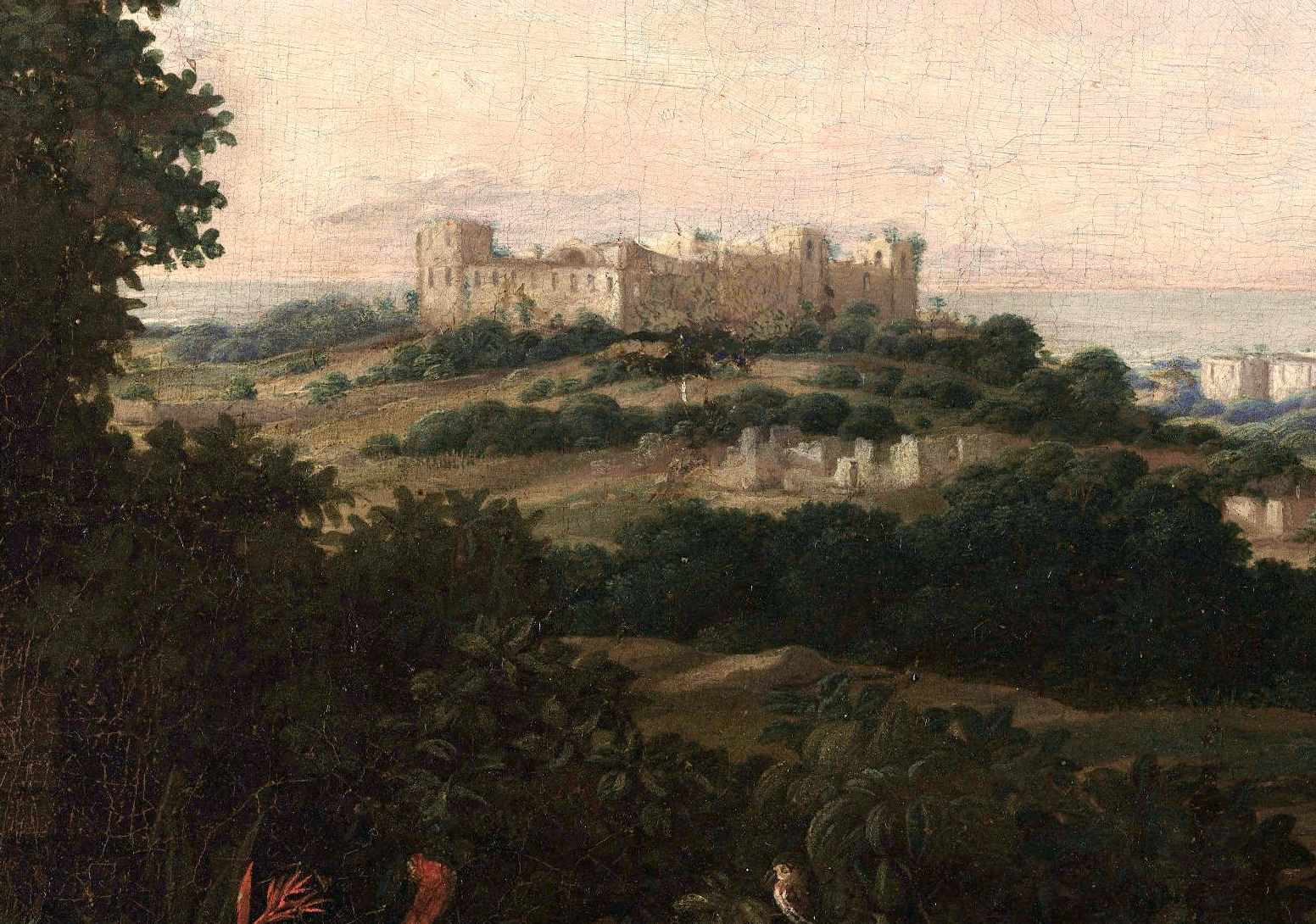
Ruínas do Castelo de Duarte Coelho, o cunhado de Jerônimo de Albuquerque, em Olinda.

Nascido em Lisboa, era filho de Lopo de Albuquerque, o Bode, e de sua primeira mulher, da qual foi segundo marido, Joana de Bulhão ou de Bulhões, sendo primo-sobrinho de Afonso de Albuquerque, o governador da Índia Portuguesa. Em 1534, chegou na capitania de Pernambuco com sua irmã Brites de Albuquerque, esposa do primeiro donatário de Pernambuco, Duarte Coelho.
Em Pernambuco, participou de conflitos contra os indígenas Tabajaras, nativos daquelas terras, mas acabou levando uma flechada e perdeu um dos olhos. Após esse incidente, ficou conhecido pelo apelido de "o Torto". Em outro momento, foi ferido, preso e condenado à morte, sendo supostamente salvo pela intervenção de Muira Ubi, filha do cacique de Uirá Ubi (Arco Verde), da tribo Tabira (ou Tindarena), que se apaixonou por ele e o quis como marido. O matrimônio selou a paz entre os tabajaras e os colonizadores portugueses. Batizada, posteriormente, a indígena Muira Ubi recebeu o nome de "Maria do Espírito Santo Arco Verde", em homenagem à festa de Pentecostes que se celebrava no dia do batismo.
Em 1562, em obediência a uma carta-intimação de D. Catarina de Áustria, rainha-regente de Portugal, casou-se com Felipa de Mello, filha de D. Cristóvão de Mello. Segundo a Rainha, sendo ele o sobrinho de D. Afonso de Albuquerque e descendente de reis, não deveria seguir a "lei de Moisés", isto é, manter "trezentas concubinas".
Em 1576, em posto de tenente, foi nomeado como 10° governador de Pernambuco, por oito meses. Sendo novamente nomeado em 1579 por quinze meses. Em suas terras, nas proximidades de Olinda, fundou um dos primeiros engenhos de açúcar de Pernambuco (depois de Pero Capico), o engenho Nossa Senhora da Ajuda, posteriormente denominado de Forno da Cal. 

## Família
Sua primeira união foi a indígena Muira Ubi, batizada como Maria do Espírito Santo Arcoverde, filha do cacique Tabajara Uirá Ubi. Desse casamento nasceram oito filhos:
- Catarina de Albuquerque, a Velha (Olinda, c. 1544 - Olinda, 6 de Abril/4 de Junho de 1614, sep. Capela de São João da Matriz do Salvador de Olinda). Se casou com o fidalgo florentino Filippo di Giovanni Cavalcanti, logo Felipe ou Filipe Cavalcanti (Florença, 12 de Junho de 1525 - Olinda, c. 1614). Os descendentes desse casal, são uma das maiores linhagens.
- Manuel de Albuquerque (c. 1546-?). Se casou com Maria de Mello, com descendência.
- André de Albuquerque (Recife, 1547-?). Foi duas vezes administrador colonial da capitania da Paraíba. Se casou com Catarina de Mello, com descendência, e com Isabel de Vasconcellos, com descendência.
- Izabel de Albuquerque (Olinda, c. 1550-?). Se casou com seu primo-irmão Felipe de Moura (Lisboa, c. 1548 - Olinda, 28 de Junho de 1618), capitão-mor de Pernambuco, com descendência.
- Jerônimo de Albuquerque Maranhão (Olinda, 22 de Abril de 1548 - Engenho Cunhaú, Cangaretama, Rio Grande do Norte, 11 de Fevereiro de 1618). Foi administrador colonial da capitania do Maranhão e do Grão Pará. Foi símbolo na luta contra a invasão francesa e um dos fundadores de Natal, no Rio Grande do Norte. Casou-se com Catarina Pinheiro Feio (Pernambuco, c. 1553-?), com descendência.[8][9]
- Joanna de Albuquerque (Olinda, c. 1552 - Olinda, 31 de Maio de 1614). Se casou com Álvaro Fragoso (Lisboa, 1550 - c. 1608), com descendência.
- Antônia de Albuquerque (Olinda, c. 1553 - Olinda, 1593). Se casou com Gonçalo Mendes Leitão (?-1593), com descendência.
- Brites de Albuquerque (Olinda, c. 1554 - Olinda, c. 1596). Se casou com Gaspar Dias de Athayde, com descendência, e com o comerciante bávaro Sebald Linz von Dorndorf ou "Cibaldo Lins" (Augsburg, 1555 - 1595), com descendência.
- Antônio de Albuquerque. Se casou com Jerônima Rosa de Vasconcelos.
- Ana de Albuquerque. Se casou com Jerônimo de Vasconcelos.

Obrigado a se separar da primeira esposa, se casa novamente em 1562, por ordem da rainha-regente de Portugal. Sua segunda esposa foi Felipa de Mello e Sampaio (c. 1510 - Pernambuco, 1574), filha de Cristóvão de Mello e de sua mulher Joanna da Fonseca ou da Silva. Desse segundo casamento nasceram onze filhos:
- Jerônimo de Albuquerque (c. 1568 - Índia, c. 1636), que foi servir à Índia, onde faleceu solteiro e sem deixar sucessão[12]
- Felipa de Mello e Albuquerque (Pernambuco, c. 1569 - Engenho do Rosário, Sirinhaém, Pernambuco, Julho de 1649). Se casou com Diogo Álvares/Martins/Gonçalves Pessoa (Olinda, 1570 - Olinda, 8 de Janeiro de 1612, sep. Olinda), Senhor do Engenho do Rosário, em Sirinhaém, Pernambuco, com descendência, e com Pedro Lopes de Veras (Lisboa - Bahia, 14 de Maio de 1651), sem descendência.
- Afonso de Albuquerque. Se casou com Isabel Pires Tavares, com descendência.
- João de Albuquerque e Mello, Senhor Consorte do Engenho de Guararapes. Se casou com Felipa de Sá e Lima, Senhora do Engenho de Guararapes, com descendência.
- Duarte de Albuquerque. Se casou com Ana Falcão de Souza, sem descendência, e com Helena de Azevedo Coutinho, Senhora da Serra das Esmeraldas, com descendência.
- Cosma de Albuquerque, Freira da Ordem da Penitência no Recolhimento de Nossa Senhora da Conceição de Olinda.
- Isabel de Albuquerque, falecida solteira e sem geração na Bahia, para onde se retirou por ocasião da entrada dos Holandeses.
- Maria de Albuquerque. Se casou com Antônio de Sá e Maia, Senhor do Engenho de Santo André em Muribeca, que morreu na Bahia c. 1638 nas mãos dos Holandeses na guerra, com descendência extinta.
- Luiza de Albuquerque, Freira enclausurada no Recolhimento da Ordem de Nossa Senhora da Conceição de Olinda.
- Cristóvão de Albuquerque de Mello (- Olinda, 18 de Agosto de 1623), alcaide-mor e capitão de Ordenanças de Paraíba. Se casou com Inez Falcão de Souza (- Olinda, 31 de Maio de 1622), com descendência.
- Jorge de Albuquerque, faleceu na Índia solteiro e sem descendência.

Além dos dois casamentos, Jerônimo de Albuquerque ainda legitimou cinco filhos que teve com indígenas e brancas em Pernambuco:
- Simôa de Albuquerque (c. 1540-?), de mulher Portuguesa. Se casou com Jorge Teixeira (Lisboa, c. 1537 - Olinda, 14 de Janeiro de 1609), com descendência, e com Damião Gonçalves de Carvalhosa, com descendência.
- Pedro de Albuquerque (Pernambuco, c. 1568-?), de Luzia ou Mécia, mulher Índia. Lavrador de sua roça na freguesia de São Miguel de Pojuca. Se casou com Catarina Camelo, com descendência.
- Felipe de Albuquerque (?-c. 1635), de mulher Índia. Se casou com Madalena Pinheiro, com descendência.
- Salvador de Albuquerque (Olinda, c. 1565-?), de Maria, mulher Índia. Se casou com Antônia de Almeida, com descendência.
- Jerônima de Albuquerque, de mulher Índia. Se casou.
- Felipa de Albuquerque, filha de Maria, mulher Índia escrava, foi tida por sua filha.

Totalizando 25 filhos legítimos e legitimados, o que também lhe rendeu o apelido de "o Adão Pernambucano" entre os historiadores brasileiros.

## Descendentes famosos

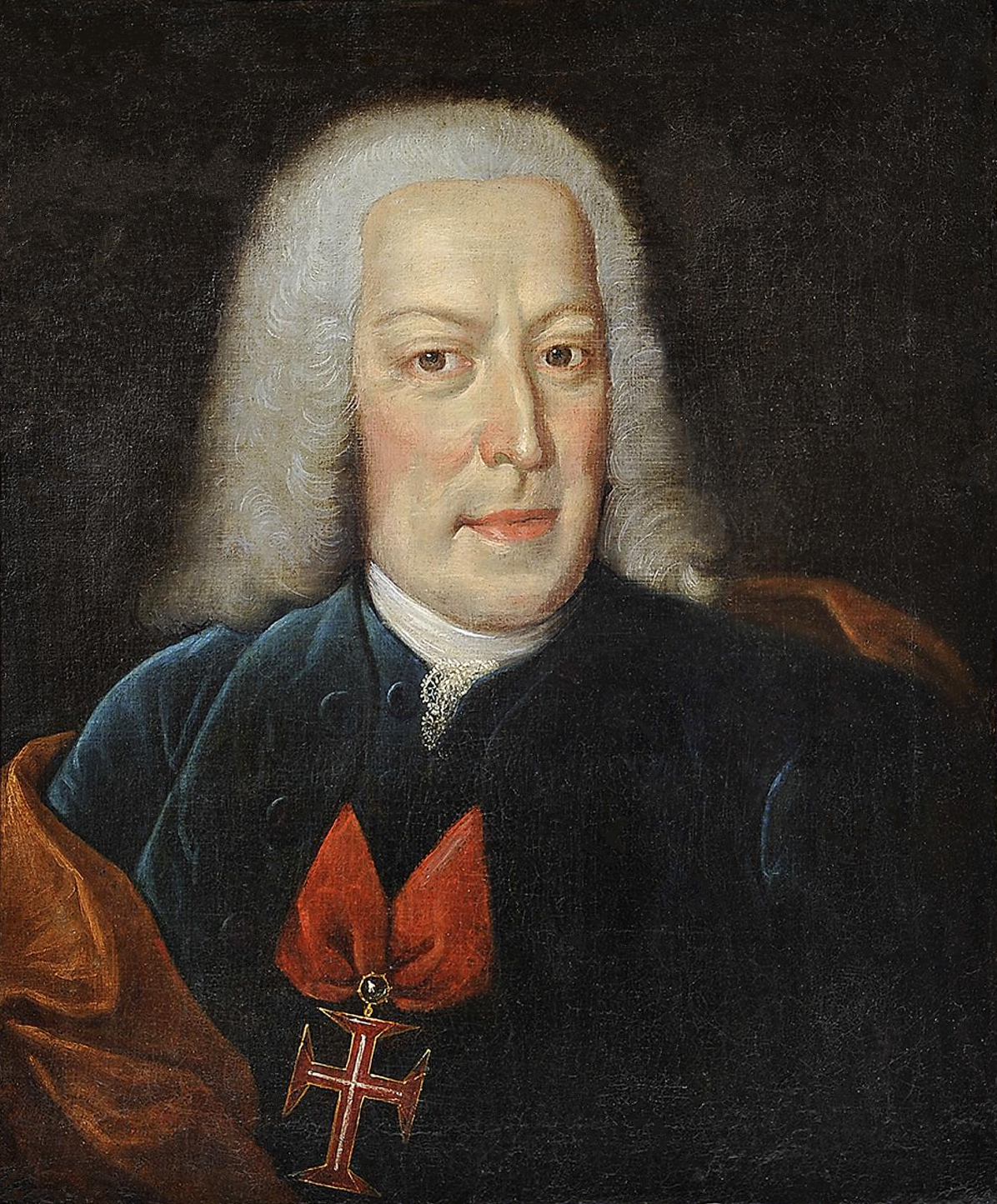
O Marquês de Pombal, é uma das figuras mais emblemáticas do Império Português.

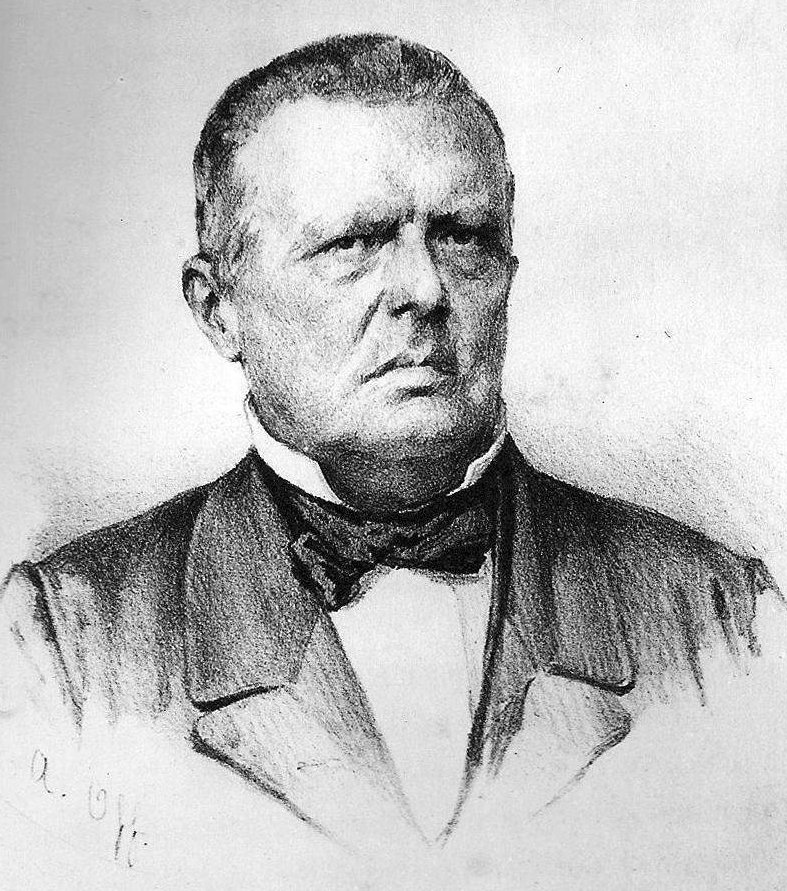
O Visconde de Albuquerque, foi representante da família mais proeminente do Brasil Império.

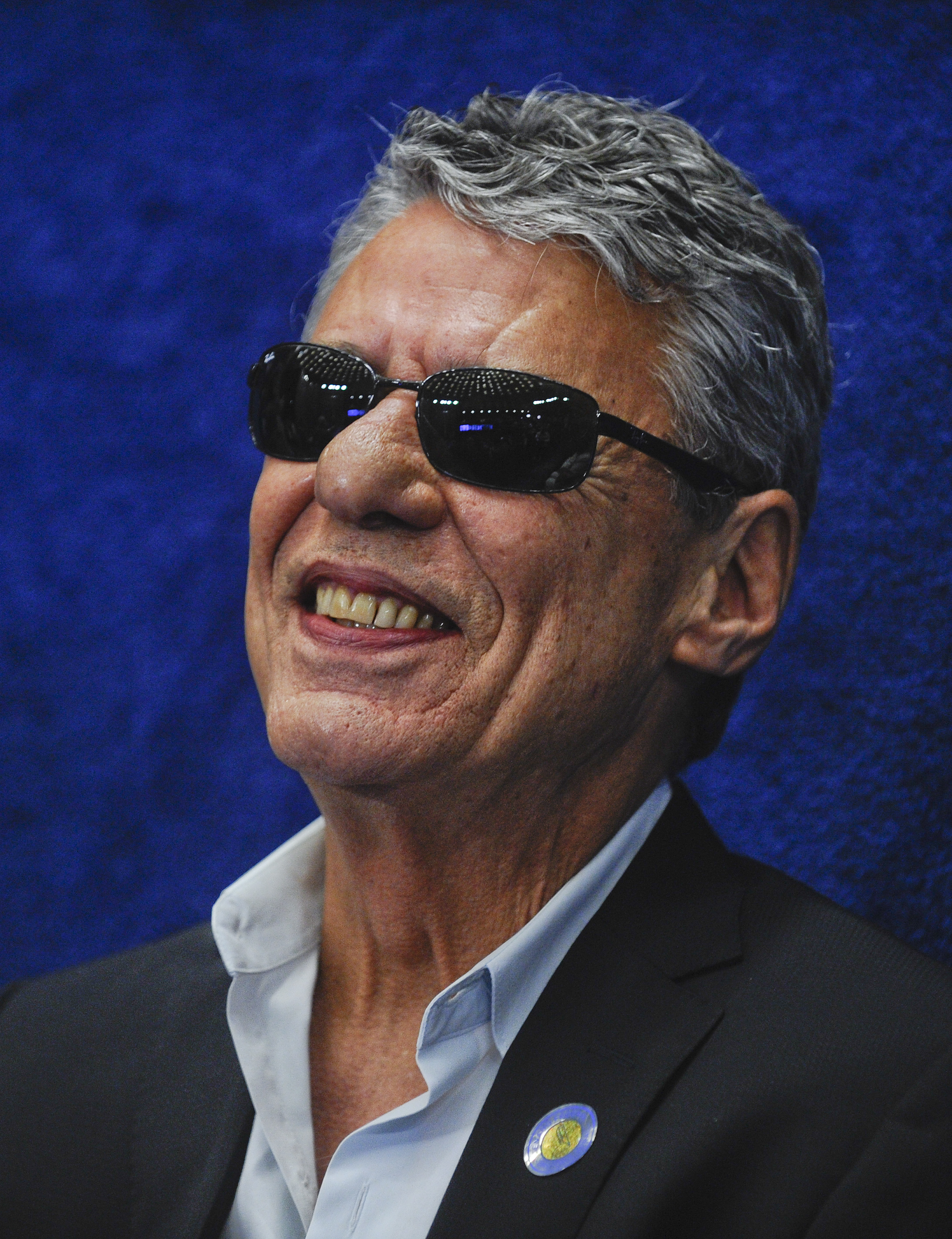
Chico Buarque, considerado o maior músico vivo no Brasil.

- André de Albuquerque (1547-?). Governador colonial da Paraíba.
- Paulo Jacinto Tenório de Albuquerque (1839-1927). Nobre, latifundiário e militar.
- Jerônimo de Albuquerque Maranhão (1548-1618). Governador colonial do Grão-Pará e Maranhão. Um dos fundadores da cidade de Natal.[14]
- António Cavalcanti de Albuquerque (1563-1640). Governador colonial do Grão-Pará.[15]
- Matias de Albuquerque Maranhão (?-1685). Governador colonial da Paraíba.
- Antônio de Albuquerque Maranhão (1590-1667). Governador colonial da Paraíba e do Maranhão.
- Diogo Coelho de Albuquerque (1618-1665). Governador colonial do Ceará.[16]
- Marquês de Pombal (1699-1782). Nobre, diplomata e Primeiro-Ministro de Portugal. Teve grande impacto na história luso-brasileira.[17]
- Francisco Xavier de Mendonça (1701-1769). Governador colonial do Grão-Pará, nobre, militar e um dos fundadores da cidade de Macapá.
- Afonso de Albuquerque Maranhão (1744-1826). Foi senador do Império do Brasil.[18]
- 2° Marquês de Pombal (1748-1812). Nobre, rico-homem e político português.
- José Mariano de Albuquerque Cavalcanti (1772-1884). Governador imperial do Ceará.[19]
- José Francisco de Albuquerque (1776-?). Governador colonial do Rio Grande do Norte e de Moçambique.[20]
- Visconde de Suassuna (1793-1880). Nobre, político e latifundiário do Brasil Império.
- Visconde de Albuquerque (1797-1863). Nobre, político, militar e latifundiário do Brasil Império.[21]
- Barão de Ipojuca (1800-1860). Nobre e político do Brasil Império.
- Conde da Boa-Vista (1802-1870). Nobre, político e militar do Brasil Império.
- Barão de Muribeca (1804-1894). Nobre, político e senhor de engenho do Brasil Império.
- Visconde de Camarajibe (1806-1875). Nobre, político e latifundiário do Brasil Império.
- Adolpho Bezerra de Menezes (1831-1900). Escritor, médico e expoente do espiritismo no Brasil.[22]
- Barão de Albuquerque (1848-?). Nobre e político do Brasil Império.
- João Barbalho Cavalcanti (1849-1909). Político e 4° Ministro da Agricultura do Brasil.[23]
- Cristóvão Buarque de Hollanda (1864-1944). Farmacêutico e professor brasileiro.
- Sérgio Buarque de Hollanda (1902-1982). Historiador, jornalista e escritor brasileiro.[24]
- Aurélio Buarque de Hollanda (1910-1989). Escritor, lexicógrafo, professor, tradutor e crítico literário brasileiro.
- Evandro Lins e Silva (1912-2002). Político, jornalista e Ministro do Supremo Tribunal Federal do Brasil.
- Ariano Suassuna (1927-2014). Professor, Escritor e Pensador brasileiro.[25]
- Chico Buarque (1944-). Compositor, dramaturgo e músico brasileiro.
- Sílvia Buarque (1969-). Atriz brasileira.